# Internet tại Úc

## Truy cập Internet trong khu nội thành
Truy cập Internet băng thông rộng trong nội thành hiện có sẵn tại Úc bằng cách sử dụng ADSL, cáp, sợi quang, truyền hình vệ tinh và công nghệ không dây. Tính đến tháng 7 năm 2008, gần 2/3 hộ gia đình Úc có thể truy cập internet, với kết nối băng thông rộng có số lượng nhiều gấp đôi sơ với dịch vu quay số để kết nối mạng. Con số này hiện tăng lên rất nhiều. Theo số liệu thống kê gần đây của ABS, các dịch vụ không quay số đã gấp 3,6 dịch vụ quay số.
Hình thức phổ biến nhất của băng thông rộng khu nội thành là ADSL, trong đó sử dụng các đường dây cáp đồng điện thoại có sẵn. Ở Úc, công ty điện thoại Telstra sở hữu phần lớn cơ sở hạ tầng điện thoại cố định (Optus-một công ty con của Viễn thông Singapore sở hữu phần còn lại), tạo điều kiện để công ty này cung cấp công nghệ DSLAM phục vụ cho ADSL.
Mạng cáp lai đồng trục có thể đạt tới tốc độ 30 Mbit /s tồn tại trong tất cả các khu vực đô thị lớn. Tháng 11 năm 2009, Telstra đã hoàn thành nâng cấp mạng cáp HFC tại Melbourne, nâng tốc độ lên đến 100 Mbit/s, cung cấp cho thành phố mạng internet nhanh nhất quốc gia. Hệ thống này đi vào hoạt động vào tháng 12 năm 2009.
Các nhà cung cấp khác nhau đưa ra các mạng không dây dành riêng cho băng thông rộng, ở cả khu vực đô thị và nông thôn. Internet không dây là phù hợp hơn cho các khu vực nông thôn của Úc so với các đường truyền dẫn truyền thống tốn kém chi phí do khoảng cách lớn hơn và mật độ dân số thấp hơn. Các mô hình kinh doanh mới đã được sử dụng để khuyến khích tận dụng mạng internet không dây.
Các mạng điện thoại di động lớn cung cấp sử dụng kết nối dữ liệu 3G HSDPA trên 3GSM. Đây cũng được coi là một giải pháp cho việc cung cấp băng thông rộng tại các địa phương.

## Internet ở khu vực nông thôn
Internet tại Úc có sự khác biệt lớn giữa khu vực thành thị và nông thôn. Tuy nhiên gần đây, chính phủ đã hỗ trợ, khuyến khích các doanh nghiệp vào cải thiện, nâng cao mạng lưới Internet vùng thưa dân.
Trong tháng 3 năm 2007, ALP đã công bố một chính sách mới, chấp nhận tư nhân hóa của Telstra để tài trợ hệ thống băng thông rộng quốc gia mang tầm quốc tế. Tuy nhiên, do sử dụng rộng rãi công nghệ Gain Pair để kết nối điện thoại cố định gia đình từ 1994 đến 2000 của Telstra, một số hộ không kết nối được ADSL và bị giới hạn tốc độ quay số xuống 28,8 kbit / s.

## Kết nối quốc tế
Do diện tích rộng lớn, dân số thưa thớt và xa xôi so với các nước khác, cơ sở hạ tầng cần được đầu tư nhiều để hoàn thiện mạng lưới Internet. Phần lớn đường truyền Internet quốc tế của Australia sử dụng sợi cáp quang đường biển để kết nối đến châu Á hoặc Mỹ.

## Hướng phát triển
Mạng Internet đang phát triển mạnh mẽ tại Úc bao gồm các mạng cáp được cung cấp bởi Telstra và các đối thủ cạnh tranh ở các thành phố lớn (ví dụ như: phía đông bờ biển thủ đô bởi Powertel, và giữa thủ đô bờ biển phía tây của Amcom). Chính phủ liên bang trợ giúp tài chính truy cập băng thông rộng tốt hơn cho vùng nông thôn, gồm cả khuyến khích cạnh tranh những nơi có thể vì đây là những khu vực ít lợi nhuận với khách hàng ít hơn, độ dài đường dây lớn và mức phí trả cho Telstra cao hơn để kết nối dữ liệu đến các thành phố.